# Sigma-DP-Reihe
Mit der Sigma-DP-Reihe deckt Sigma den Bereich der High-End-Kompaktkameras ab. Mittlerweile gibt es das neunte Modell in dieser Klasse. Es gibt drei Serien innerhalb dieser Produktlinie, die sich grundsätzlich nur in ihrer Festbrennweite unterscheiden. Die DP1-Serie bietet 28 mm Brennweite (umgerechnet auf Kleinbildformat), die aktuelle Version ist die DP1 Quattro. Die zweite Serie ist die der DP2 mit 45 mm Brennweite (umgerechnet auf Kleinbildformat), deren aktuelle Version die DP2 Quattro ist. Die DP3 Quattro bietet mit 75 mm Festbrennweite (umgerechnet auf Kleinbildformat) die längste Brennweite der DP-Reihe und soll die Produktlinie abrunden.

## Sigma DP1

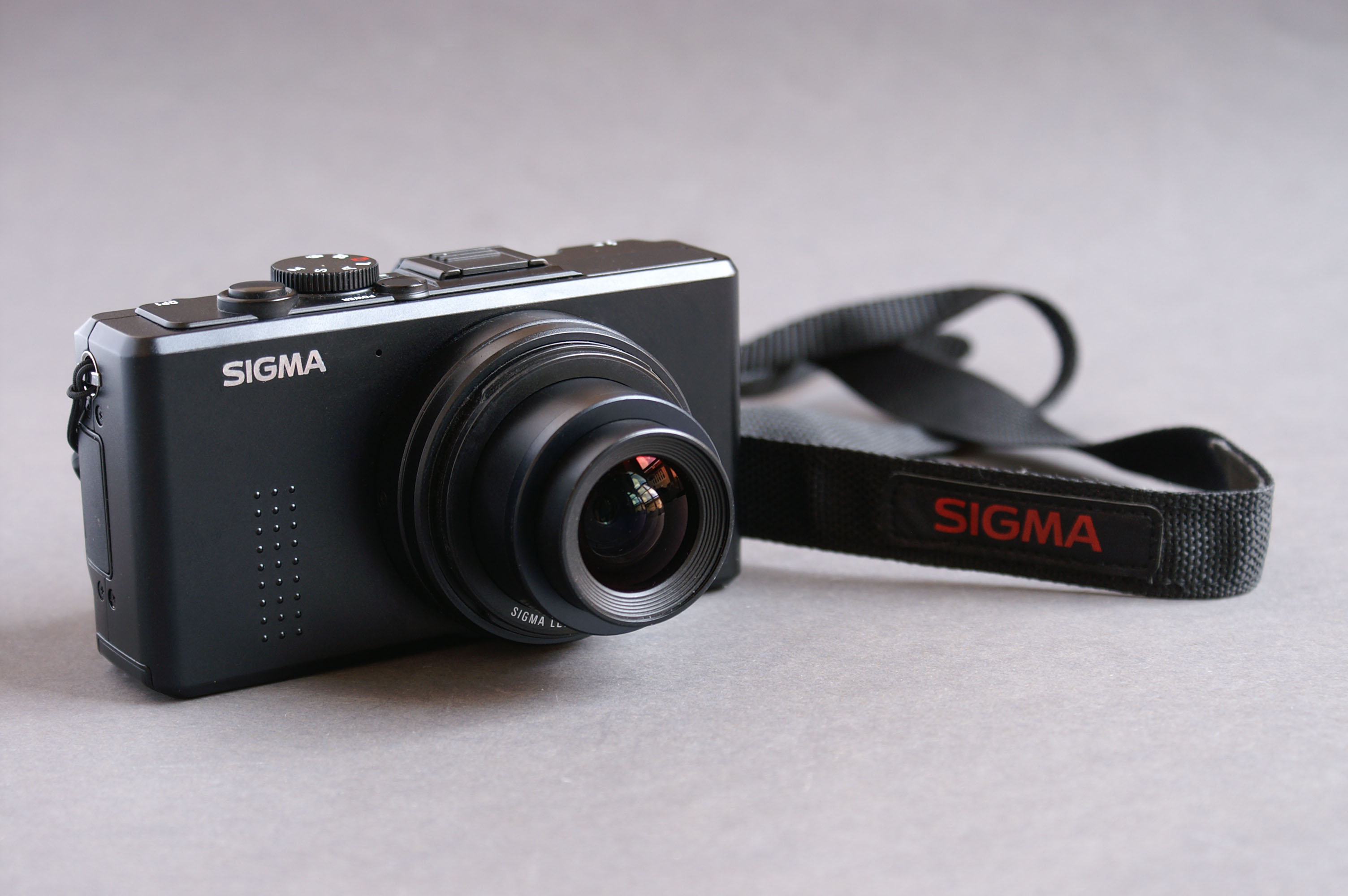
Sigma DP1

Die Sigma DP ist eine von Sigma herausgebrachte High-End-Kompaktkamera. Sie wurde erstmals am 26. September 2006 angekündigt.
Die Hauptmerkmale sind ein 16-mm-F4.0-Festbrennweiten-Objektiv (entspricht 28 mm bei einem 35-mm-Sensor), ein 2,5″-LCD, integrierter Blitz und ein 4-Megapixel-Foveon-X3-Sensor (2652 × 1768 × 3 Schichten), der eine Interpolation auf 14 Megapixel zulässt. Damit ist sie die erste Kompaktkamera mit einem APS-C-Sensor, der etwa 8- bis 12-mal größer ist als die bei Kompaktkameras üblichen Sensoren mit 1/1,8″ bis 1/2,5″ (siehe Formatfaktor). Aktuelle Firmware ist die Version 2.00.

## Sigma DP1s
Die Sigma DP1s ist die Nachfolgerin der DP1 und soll einige Detailverbesserungen wie etwa bei der Geschwindigkeit des Speichervorgangs und bei Gegenlichtaufnahmen mit sich bringen. Außerdem lassen sich einige Tasten nun nach persönlichen Vorlieben belegen. Ansonsten weist die Kamera die Eckdaten der DP1 auf.

## Sigma DP1x

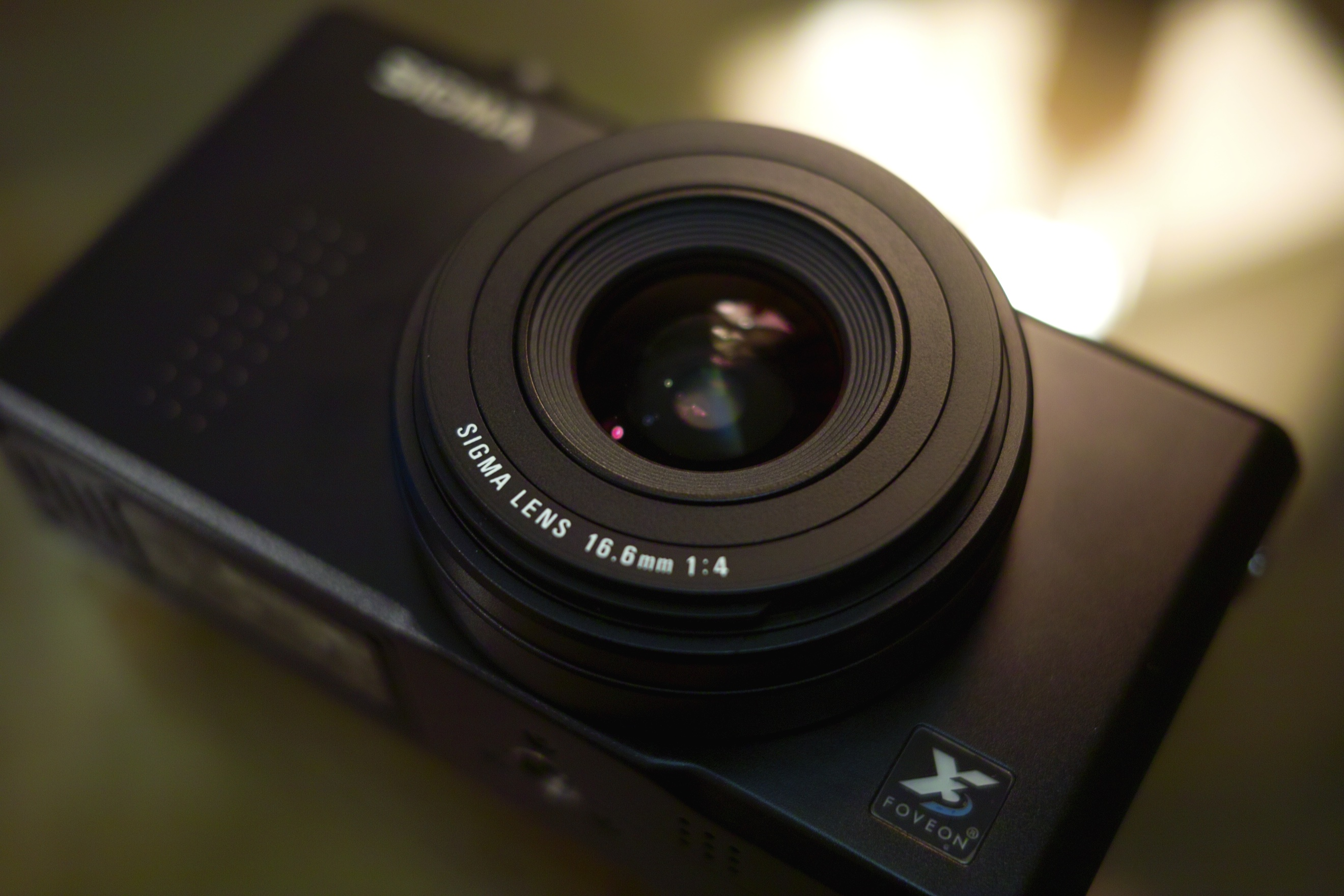
Die Sigma DP1x mit verbessertem „TRUE-II“-Bildprozessor

Die Sigma DP1x ist die Nachfolgerin der DP1s. Im Unterschied zu ihrer Vorgängerin kommen bei dieser Kamera der „TRUE-II“-Bildprozessor der DP2 sowie ein verbesserter AF-Algorithmus für einen schnelleren Autofokus zum Einsatz. Weiterhin erhielt die DP1x den „QS“-(Quick-Set)-Button der DP2, es wurde ein Energiesparmodus eingeführt und die Bedienelemente auf der Rückseite wurden leicht anders bedruckt. Die Gestaltung des Menüs wurde verändert, es soll nun moderner aussehen und einfacher zu nutzen sein. Aktuelle Firmware ist die Version 1.03.

## Sigma DP2
Die Sigma DP2 ist das Schwestermodell der DP1 und seit dem Sommer 2009 auf dem deutschen Markt. Neu ist das 24,2-mm-F2.8-Festbrennweiten-Objektiv (kleinbildäquivalente Brennweite 41 mm). Ausgestattet ist die DP2 mit dem Nachfolger des „TRUE“-Bildprozessors, dem neuen „TRUE-II“-Bildprozessor und einem 14-Megapixel-Foveon-X3-Direkt-Bildsensor. Aktuelle Firmware ist die Version 1.05.

## Sigma DP2s
Die Sigma DP2s ist die Nachfolgerin der Sigma DP2. Die Veränderungen zur Vorgängerin bestehen aus einem verbesserten AF-Algorithmus, der einen schnelleren Autofokus ermöglichen soll. Des Weiteren gibt es nun einen Energiesparmodus. Das Menü wurde anders gestaltet, es soll nun moderner aussehen und einfacher zu nutzen sein. Die Bedienelemente auf der Rückseite erhielten eine geänderte Bedruckung. Aktuelle Firmware ist die Version 1.01.

## Sigma DP2x

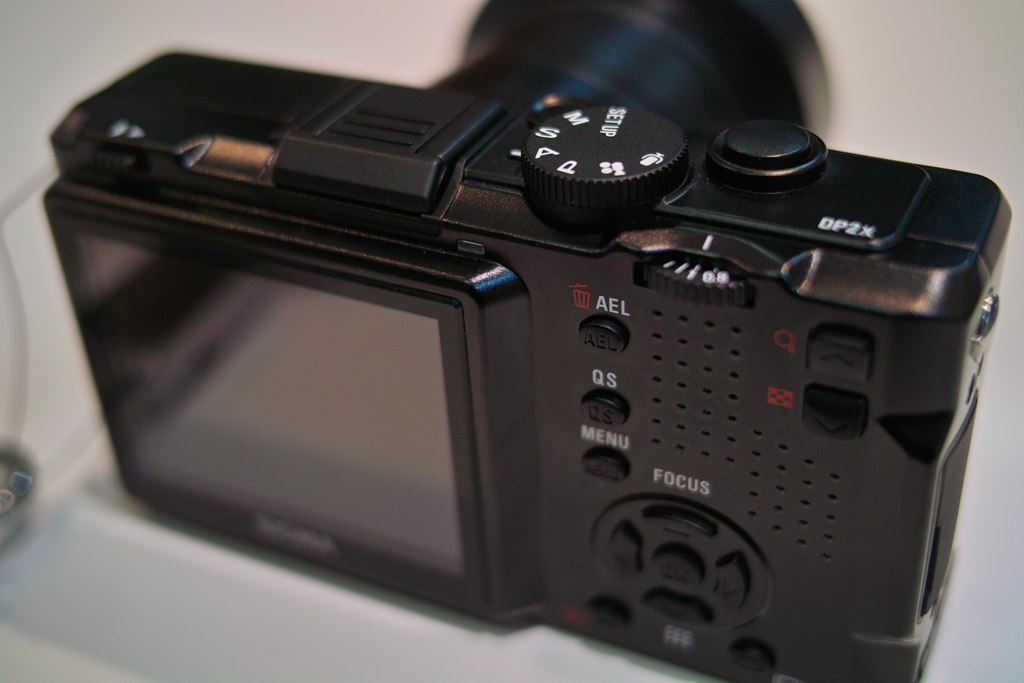
Rückansicht der Sigma DP2x

Im Februar 2011 kündigte Sigma die DP2x an. Die Veränderungen gegenüber der DP2s bestehen in einem nochmals verbesserten AF-Algorithmus und dem Einsatz des AFE (Analog Front End). Dieses ist für die Umwandlung der Sensorsignale in die Bilddateien zuständig und soll bessere Bildergebnisse ermöglichen, als dies bislang der Fall war. Aktuelle Firmware ist die Version 1.02.

## Sigma DP1 Merrill

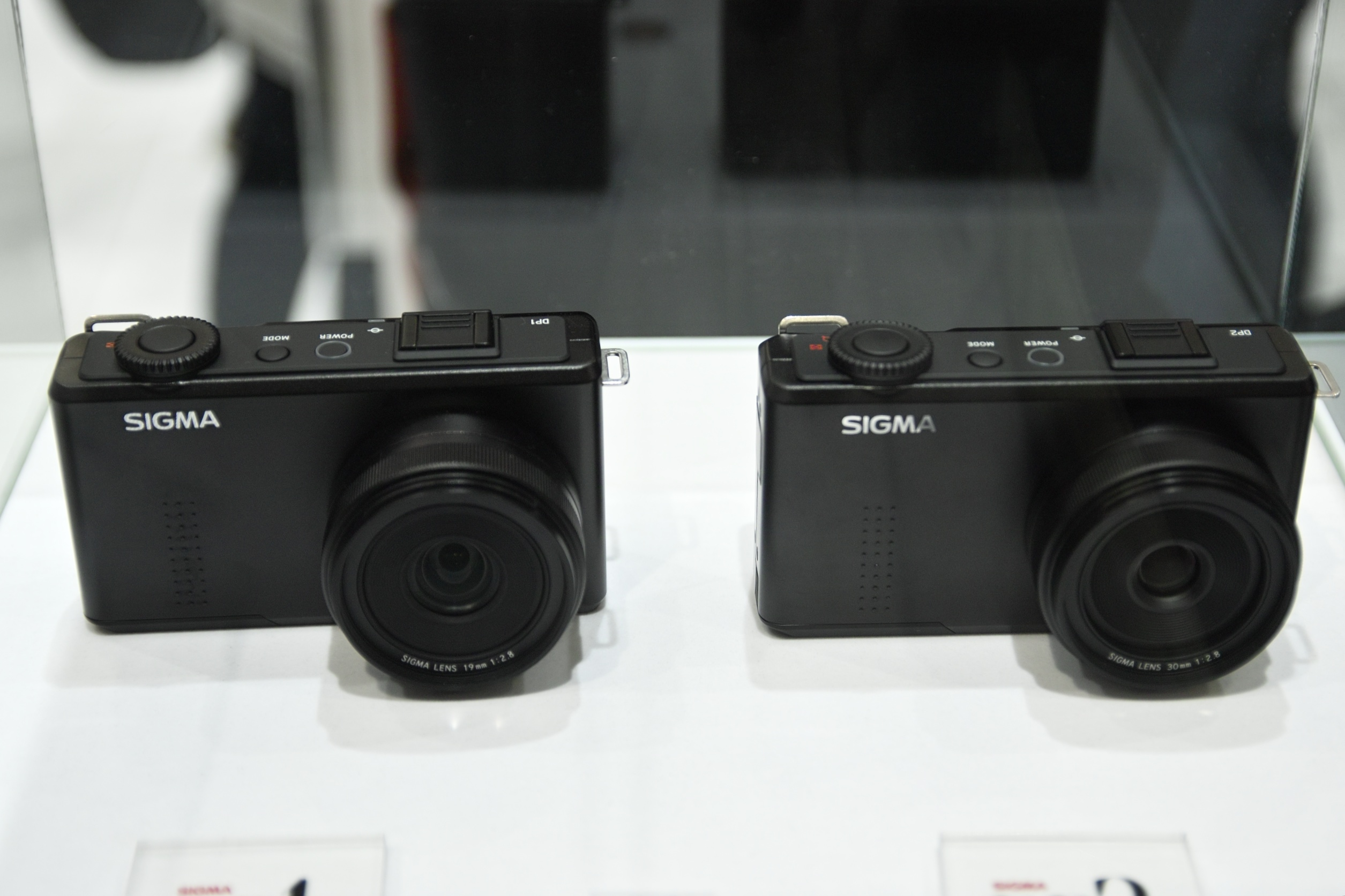
DP1 Merrill und DP2 Merrill

Mit der DP1 Merrill kündigte Sigma im Februar 2012 die nächste Generation der DP1 an. Zusätzlich zu den bisherigen ISO-Stufen stehen nun ISO 1600, 3200 und 6400 zur Verfügung. Zu den nunmehr 15,4 Megapixeln des Bildsensors wurde auch die Displayauflösung auf 920.000 Bildpunkten verbessert. Die maximale Bildauflösung erreicht 4.800 × 3.200 Pixel, der Videomodus schafft nun eine Auflösung von 640 × 480 Pixeln. Aktuelle Firmware ist die Version 1.04.
Achtung: Akku, Ladegerät, Netzteil, Lichtblende und Filter sind nicht mehr mit den Vorgängerserien DP1 bis DP1x kompatibel!

## Sigma DP2 Merrill
Ein Jahr später – ebenfalls im Februar – kündigte Sigma neben der DP1 Merrill auch die Nachfolgerin der DP2x an. Zusätzlich zu den vorhandenen ISO-Stufen stehen der DP2 Merrill nun die Stufen 1600, 3200 und 6400 ISO zur Verfügung, während die Stufe 50 wegfällt. Mit effektiven 14,75 Megapixeln wurde die Auflösung des Bildsensor gegenüber dem Vorgänger (4,7 Megapixel) deutlich vergrößert. Deutlich ist die Veränderung im nun 3 Zoll großen Display mit einer Auflösung von 920.000 Bildpunkten. Die maximale Bildauflösung beträgt 4.704 × 3.136 Pixel, der Videomodus erreicht nun 640 × 480 Pixel. Außerdem gibt es neben dem Autofokus nun auch die Möglichkeit des manuellen Fokus. Aktuelle Firmware ist die Version 1.05.
Achtung: Akku, Ladegerät, Netzteil, Lichtblende und Filter sind nicht mehr mit den Vorgängerserien DP2 bis DP2x kompatibel!

## Sigma DP3 Merrill
Auf der Consumer Electronics Show in Las Vegas kündigte Sigma 2013 den Abschluss der DP-Reihe mit dem Modell der DP3 Merrill an. Die DP3 orientiert sich in ihren technischen Eigenschaften vollständig an denen ihrer Vorgänger bzw. der DP2 Merrill. Durch das 50-mm-F2.8-Objektiv, was äquivalent 75 mm im Kleinbildformat entspricht, komplettiert die DP3 Merrill – laut Herstellerangabe – mit dem mittleren Tele- und Makrobereich die DP-Reihe. Aktuelle Firmware ist die Version 1.02.

## Sigma DP0..3 Quattro
Etwa 2017 brachte Sigma die Nachfolge-Serie auf den Markt - DP Quattro mit den Versionen DP0 Quattro .. DP3 Quattro.
Aktuelle Firmware für die DP Quattro-Serie ist 2.03 (2020/04/23).
DP0: Ausgestattet mit einem 14-mm-F4-Weitwinkel-Objektiv (äquivalent zu einem 21-mm-Objektiv an einer 35-mm-Kamera), bietet diese Kamera einen breiten Bildwinkel, beispielsweise für dynamische oder dramatische Landschafts- oder Architekturfotografie.
DP1: Ausgestattet mit einem 19-mm-F2,8-Weitwinkel-Objektiv (äquivalent zu einem 28-mm-Objektiv an einer 35-mm-Kamera), bietet diese Kamera einen breiten Bildwinkel, beispielsweise für Gruppenaufnahmen, Landschafts- oder Architekturfotografie.
DP2: Ausgestattet mit einem 30-mm-F2,8-Standard-Objektiv (äquivalent zu einem 45-mm-Objektiv an einer 35-mm-Kamera), bietet diese Kamera einen Bildwinkel ähnlich dem des menschlichen Auges und eignet sich somit für eine Vielzahl fotografischer Einsatzgebiete wie z. B. Portrait-, Landschafts- oder Streetfotografie.
DP3: Ausgestattet mit einem mittleren Tele-Objektiv 50 mm F2,8 (äquivalent zu einem 75-mm-Objektiv an einer 35-mm-Kamera), kann diese Kamera aufgrund des Bildwinkels das Motiv eindrucksvoll vom Hintergrund separieren und eignet sich damit ideal für Porträts oder Detailaufnahmen.

## Mitgeliefertes Zubehör
Sigma-Akkulader BC-31 mit Akku BP-31 (DP1 bis DP2x)
Sigma-Akkulader BC-41 mit Akku BP-41 (DP1-Merrill, DP2 Merrill, DP3 Merrill)

## Optionales Zubehör
DP1 bis DP2x: Netzteil SAC-3, externer optischer Sucher VF-11 für die 1er- und VF21 für die 2er-Serie, Gegenlichtblende HA-11, zusätzlicher kleiner Blitz EF-140 DG, Filter 46 mm, Siocore-Weitwinkel-Konverter mit Makrolinse 0.45x
DP1 Merrill, DP2 Merrill und DP3 Merrill: Netzteil SAC-5 mit Netzteil CN-11, Gegenlichtblende LH3-01, Sucher VF11 (DP1) und VF21 (DP2), Filter 52 mm, Elektronenblitzgerät EF-140 DG, EF-610 DG ST oder EF-610 DG Super, Griffe John Milich (Basic Grip oder Combo Grip)

## Sigma Photo Pro
Mit der Software Sigma Photo Pro können Bildbearbeitung und Konvertierung von RAW- in JPEG- oder TIFF-Dateien bei allen Kameras der DP-Reihe durchgeführt werden. Neu in der Version 5 sind der höhere Ressourcenbedarf mit 2 GB RAM sowie neue Dienstprogramme und eine neue Benutzeroberfläche. Diese Version kann bei Sigma kostenlos für Windows XP, Vista, 7 und Mac OS ab Version 10.4 heruntergeladen werden. Seit Version 5.5 können Bilder in besonderer Weise in SW umgewandelt werden. Diese Funktion steht nur für Raw-Bilder der „Merrill“-Kameras zur Verfügung. Nach dem Bearbeiten im SW-Modus von SPP 5.5 lassen sich die Raw-Bilder nicht mehr mit SPP 5.4 bearbeiten. Verfügbar ist die Software-Version 5.5.3 für Windows XP. Aktuell sind die Software-Versionen 6.5.4 (Win7+) und 6.5.5 (MacOSX 10.9+) verfügbar.
Die Software wird auch für die Sigma-SLR-Kameras SD9, SD10, SD14, SD15, SD1, die neue SD Quattro (H) sowie die gesamte DP-Serie (einschließlich der DP Quattros) verwendet.